# فايل (محرر نصوص)
فايل (بالإنجليزية: vile)‏ هو محرر نصوص يحاول الجمع بين أفضل المميزات الموجودة في كلٍ من إيماكس وفي آي، حيث أنهما طرفان متقابلان فيما يسمي بحرب المحررات، ويحاول فايل التوفيق بين هذين المحررين.
الاسم فايل هو اختصار لـ في آي مثل إيماكس VI Like Emacs. يعرف فايل أيضاً باسم إكس فايل xvile لأنظمة نوافذ إكس، وين فايل winvile لأنظمة مايكروسوفت ويندوز.